# David Harrison (cestista 1982)
David Joshua Harrison (Nashville, 15 agosto 1982) è un ex cestista statunitense, professionista nella NBA e in Asia.

## Carriera
È stato selezionato dagli Indiana Pacers al primo giro del Draft NBA 2004 (29ª scelta assoluta).

## Statistiche

### College
| Anno      | Squadra            | PG | PT | MP   | TC%  | 3P% | TL%  | RP  | AP  | PRP | SP  | PP   |
| --------- | ------------------ | -- | -- | ---- | ---- | --- | ---- | --- | --- | --- | --- | ---- |
| 2001-2002 | Colorado Buffaloes | 27 | 23 | 24,3 | 63,8 | -   | 56,1 | 7,0 | 0,4 | 0,6 | 1,3 | 13,9 |
| 2002-2003 | Colorado Buffaloes | 32 | 31 | 28,4 | 54,7 | -   | 56,3 | 8,3 | 0,5 | 0,7 | 3,3 | 13,9 |
| 2003-2004 | Colorado Buffaloes | 29 | 28 | 31,6 | 63,1 | 0,0 | 53,9 | 8,8 | 0,9 | 0,6 | 2,9 | 17,1 |
| Carriera  | Carriera           | 88 | 82 | 28,2 | 60,1 | 0,0 | 55,3 | 8,0 | 0,6 | 0,6 | 2,6 | 15,0 |

## Palmarès
- McDonald's All-American Game (2001)